# Tren turístico Puebla-Cholula
El Tren turístico Puebla-Cholula fue un tren-tram turístico en el estado mexicano de Puebla que conectó Museo Nacional de los Ferrocarriles Mexicanos en Puebla de Zaragoza con la zona arqueológica de Cholula. Estuvo en funcionamiento del 23 de enero de 2017 al 31 de diciembre de 2021.

## Historia
El proyecto fue anunciado el 8 de julio de 2015 por el gobernador de Puebla, Rafael Moreno Valle Rosas. La licitación para construir el proyecto fue lanzada tres veces, todas resultando desiertas. El 11 de septiembre de 2015 el contrato fue otorgado finalmente por adjudicación directa a la empresa Impulsora Tlaxcalteca de Industrias, SA de CV. Sin embargo, la información al respecto fue reservada por cuatro años. Las obras iniciaron en noviembre de 2015, sufriendo varios retrasos por no contar con los permisos del INAH. El costo del proyecto fue de 1,113 millones de pesos, superior a los 800 millones planteados originalmente. El tren fue inaugurado el 23 de enero de 2017 por el presidente Enrique Peña Nieto y el gobernador Moreno Valle.
Las operaciones finalizaron el 31 de diciembre de 2021 por falta de rentabilidad.

## Características
El trayecto comprende 17.2 km de una sola vía a lo largo de los municipios de Puebla, Cuautlancingo, San Pedro y San Andrés Cholula. El sistema posee dos tranvías diésel-eléctrico, cada de 38 metros de longitud e integrado por 3 coches. Además, los trenes cuentan con espacio para bicicletas y un baño. Normalmente las unidades avanzan a 35 km/h, tardan 40 minutos en completar el recorrido y tienen capacidad para 284 personas, de las cuales 78 van sentadas.

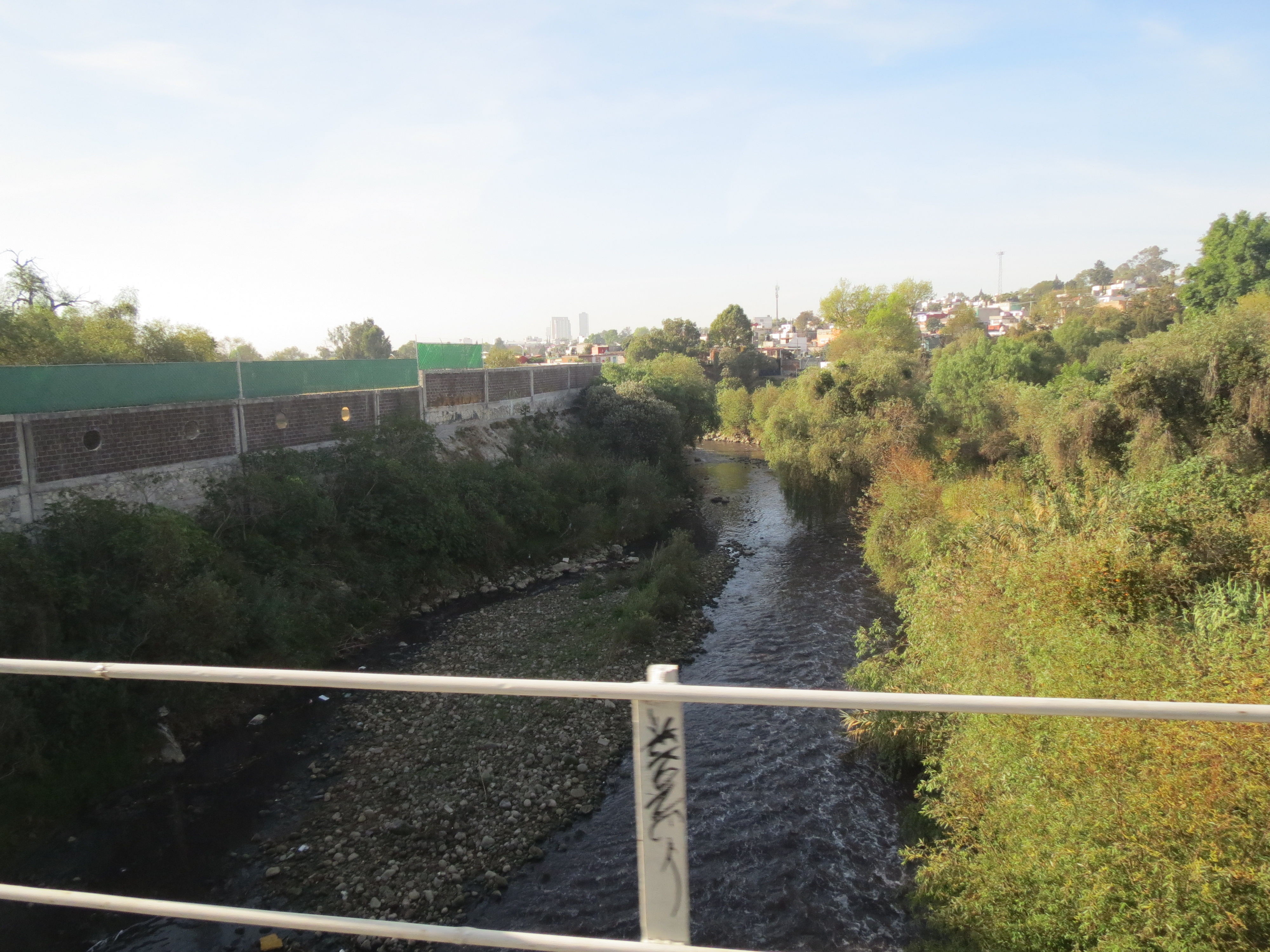
Vista del río Atoyac desde el Tren.

Opera con dos estaciones, la terminal en Puebla (ubicada en el Museo Nacional de los Ferrocarriles Mexicanos) y la terminal de Cholula (ubicada en la zona arqueológica del mismo nombre). Sin embargo, en sus inicios se proyectaba que contaría, sumadas a las dos terminales, con tres estaciones intermedias, denominadas: Estación Mercado Hidalgo, Estación La Unión y Estación Momoxpan. Éstas presentaron problemas y retrasos desde un principio. Se dejó de mencionar la estación Unión en los informes del proyecto, señalando únicamente dos estaciones intermedias. Las paradas de Hidalgo y Momoxpan fueron construidas, pero el día de la inauguración contaban con los permisos de la SCT; no obstante, los mandatarios aseguraron que éstas no tardarían en incorporarse al recorrido. A principios de 2018, las estaciones se encuentran abandonadas y sin utilizar, pese a que se invirtieron cerca de 30 millones de pesos en ellas.

## Operación
En 2019 el sistema registró un total de 161,377 usuarios, un aumento de 78% respecto al año anterior.
Hay tres corridas entre semana y cuatro los fines de semana. Los horarios del tren son los siguientes:
| Días                              | Salidas Puebla            | Salidas Cholula           |
| --------------------------------- | ------------------------- | ------------------------- |
| Lunas a viernes                   | 7:00, 8:30 y 16:50        | 7:45, 12:20 y 17:40       |
| Sábados, domingos y días festivos | 7:00, 8:40, 15:20 y 17:00 | 7:50, 9:30, 16:10 y 17:50 |

El boleto por persona tiene un costo de 60 MXN, pero existen diversos descuentos para profesores, estudiantes, residentes, etc.
Desde sus inicios el tren ha tenido problemas en su operación: el primer día en circulación, un tren fue vandalizado y a lo largo de su primer año de funcionamiento ha tenido numerosos accidentes y choques vehiculares, en parte debido a que tiene 64 cruces a lo largo de su ruta.

## Material rodante

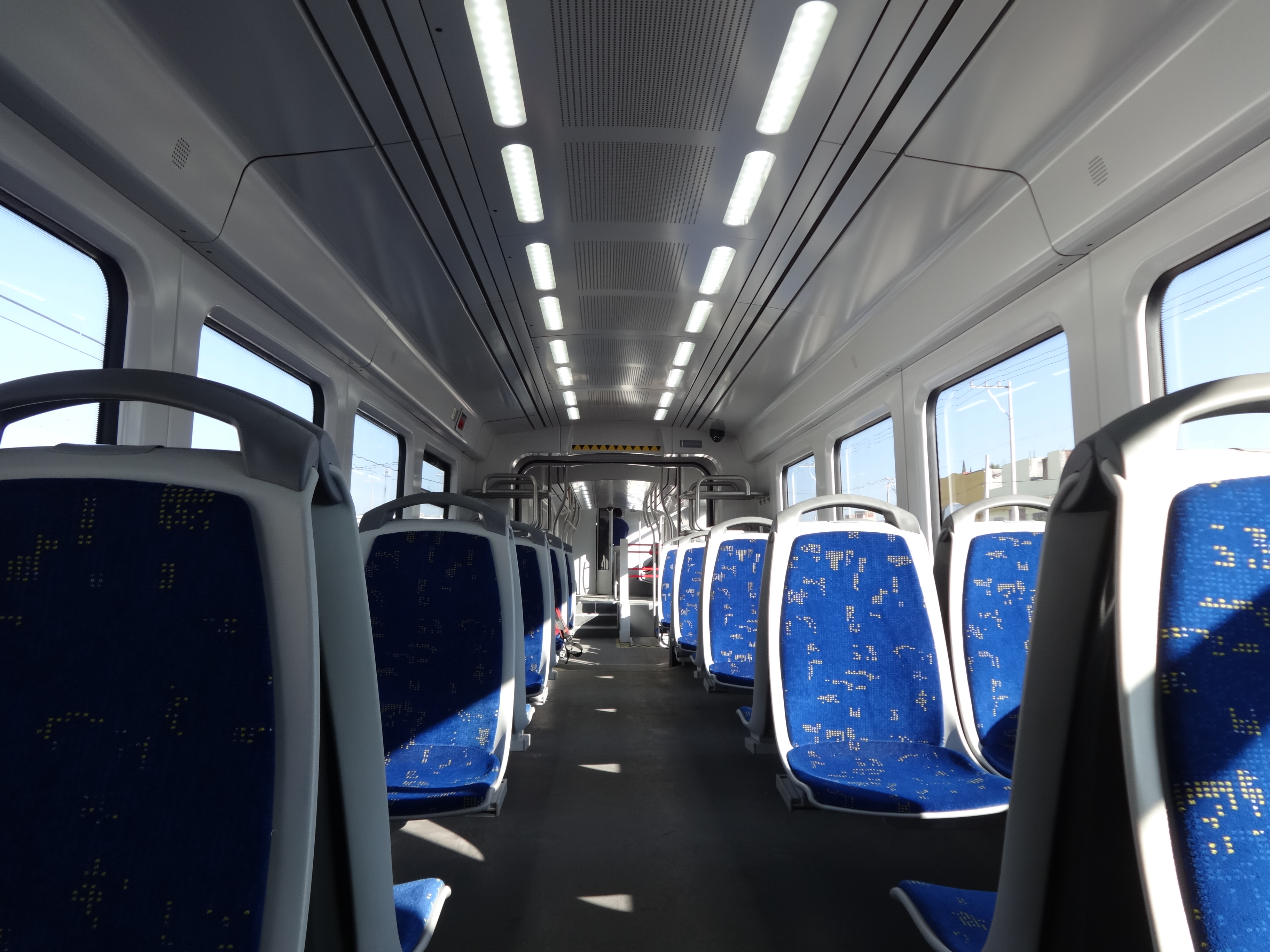
Interior de los coches del tren.

Dos Stadler Citylinks fueron entregados al gobierno en 2015. Estos están equipados con un motor diésel solamente, y tienen una capacidad de 80 pasajeros comademente sentados, debido a la falta de electrificación ferroviaria en la ruta, y una estructura de choque frontal revisada en comparación con los modelos europeos. Estos fueron los primeros Tren-tram que se entregaron en cualquier parte de la América.
Tras la suspensión del servicio, en 2023 los vagones del tren se trasladaron a la Ciudad de México, donde el Instituto de Administración y Avalúos de Bienes Nacionales (Indaabin) realizó un avalúo previo a su adquisición por la Secretaría de Marina.
El 25 de agosto de 2023, los trenes adquiridos llegaron a Coatzacoalcos para que formen parte del servicio de pasajeros del Ferrocarril del Istmo de Tehuantepec por parte de la Secretaría de Marina.